# Station Szaflary Wieś
Station Szaflary Wieś is een spoorwegstation in de Poolse plaats Szaflary.